# Alsace (lớp thiết giáp hạm)
Lớp thiết giáp hạm Alsace là một dự án chế tạo thiết giáp hạm của Hải quân Pháp nhằm tiếp nối và mở rộng lớp Richelieu; với thiết kế về căn bản dựa trên lớp Richelieu được cải tiến, với ba tháp pháo 380 mm (15 in)/45 Modèle 1935 ba hoặc bốn nòng (hai phía trước, một phía sau). Sáu cái tên đã được đề nghị, và hai tên sẽ được chọn trong danh sách bao gồm Alsace, Normandie, Flandre và Bourgogne; hai chiếc khác chưa được đặt tên. Việc đặt lườn cho chiếc Alsace được dự định vào năm 1941. Tuy nhiên, với việc Pháp thua trận vào năm 1940, không có chiếc nào trong lớp được chế tạo.

## Bối cảnh
Năm 1936, sự thất bại của Hội nghị Hải quân London thứ hai đánh dấu việc kết thúc sự giới hạn chạy đua vũ trang hải quân trên thế giới. Nhật Bản đã rút khỏi Hội nghị vào ngày 15 tháng 1 và Ý cũng từ chối ký kết Hiệp ước. Một điểm gọi là "điều khoản leo thang", được đưa vào Hiệp ước do sự thúc dục của các nhà thương lượng Hoa Kỳ, cho phép các nước tham gia: Pháp, Anh và Hoa Kỳ, nâng giới hạn cỡ nòng của dàn pháo chính từ 356 mm (14 inch) lên 406 mm (16 inch), và trọng lượng choán nước của thiết giáp hạm từ 35.000 lên 45.000 tấn, nếu như Nhật Bản hay Ý vẫn từ chối ký hiệp ước cho đến ngày 1 tháng 4 năm 1937. Hoa Kỳ đã áp dụng cỡ pháo 406 mm (16,0 in)/45 caliber cho những lớp thiết giáp hạm nhanh mới của họ; Anh quyết định tôn trọng giới hạn của Hiệp ước Hải quân London thứ hai cho lớp King George V; Đức không liên quan vì họ không được mời tham gia Hội nghị, nhưng một cách chính thức, các thiết giáp hạm Bismarck và Tirpitz có cỡ pháo 380 mm và tải trọng 35.000 tấn. Vì vậy Pháp quyết định tôn trọng giới hạn 35.000 tấn và 380 mm cho đến khi không có thế lực hải quân nào tại Lục địa châu Âu vượt qua nó. Cân nhắc tất cả các điểm trên, vào cuối năm 1937, Tổng tư lệnh Hải quân Pháp mới nhậm chức, Đô đốc François Darlan, ra lệnh nghiên cứu một thiết kế thiết giáp hạm mới gồm hai chiếc, khi mà việc chạy thử máy lớp Dunkerque đã cho phép đánh giá hiệu quả của thiết kế, đặc biệt là dàn pháo chính bốn nòng hướng toàn bộ ra phía trước, và dàn pháo hạng hai đa dụng (phòng không và đối hạm) với cỡ nòng tương đối nhẹ.
Ba đề án khác nhau đã được đưa ra nghiên cứu: dự án A có cùng cách sắp xếp hai tháp pháo bốn nòng phía trước giống như của Richelieu, nhưng có cấu hình dàn pháo hạng hai khác biệt; dự án B có một tháp pháo bốn nòng phía trước và một tháp pháo phía sau; trong khi dự án C có hai tháp pháo ba nòng phía trước và một tháp pháo ba nòng phía sau, tất cả đều là pháo cỡ nòng 380 mm. Dự án C đã dẫn đến việc vượt quá 5.000 tấn bên trên giới hạn 35.000 tấn, nên đã không được đề nghị cho Bộ Hải quân.
Vào tháng 6 năm 1938, Đô đốc Darlan chọn dự án A biến thể 2 làm thiết kế để chế tạo thiết giáp hạm thứ nhất trong số cặp thứ hai của lớp Richelieu, vốn sẽ được đặt tên là "Clemenceau". Ông cũng chọn dự án B biến thể 3ter cho chiếc thứ hai, một thiết kế có sự tham gia của bản thân ông, và đặt tên là "Gascogne", một tỉnh của Pháp nơi ông đã sinh ra.
Tại sao chỉ trong một ngày lại có hai thiết kế khác nhau được chọn ? Câu trả lời là vì người ta buộc phải tận dụng số ít xưởng đóng tàu có khả năng đóng những con tàu lớn. Ụ tàu Salou tại Xưởng hải quân Brest đã được sử dụng vào việc đóng Richelieu vốn dự tính sẽ được hạ thủy vào tháng 1 năm 1939. Một thiết kế theo dự án B không thể được đặt lườn tại đây chỉ sáu tháng sau khi được chấp thuận, do phải mất ít nhất một năm mới có được bản vẽ chi tiết cuối cùng. Do đó một thiết giáp hạm đặt lườn vào tháng 1 năm 1939 bắt buộc phải theo thiết kế của dự án A. Ụ tàu "Caquot" tại Saint-Nazaire, đang sử dụng để chế tạo Jean Bart mà việc hạ thủy được dự tính vào tháng 10 năm 1940, có thể sử dụng để đóng chiếc thứ hai.
Clemenceau được đặt lườn vào ngày 17 tháng 1 năm 1939, cùng ngày mà Richelieu được hạ thủy, nhưng Jean Bart bị buộc phải rời khỏi ụ đóng tàu vào ngày 19 tháng 6 năm 1940, hầu như ngay trước mắt các đơn vị tiền phương của quân Đức, vì vậy Gascogne chưa bao giờ được đặt lườn.
Vào mùa Hè năm 1939, tình báo Pháp đã lưu ý Bộ Hải quân về việc Đức đã đặt lườn hai thiết giáp hạm được dự đoán có tải trọng 45.000 tấn và trang bị pháo 406 mm, về thực chất chính là lớp thiết giáp hạm H trong Kế hoạch Z. Pháp quyết định thiết kế lớp thiết giáp hạm mới bên ngoài giới hạn 35.000 tấn và 380 mm. Dựa trên những căn bản của dự án C năm 1938, thiết kế lớp tàu mới được hình thành và được đặt tên là lớp "Province" hay sau đó chính là lớp Alsace.

## Thiết kế
Ba kiểu thiết kế thiết giáp hạm đã được nghiên cứu, tất cả với cùng một cách sắp xếp dàn pháo chính gồm hai tháp pháo phía trước và một tháp pháo phía sau; cùng một dàn pháo hạng hai gồm những khẩu 152 mm, tất cả đều trên trục giữa gồm một tháp pháo ba nòng phía trước và hai tháp pháo ba nòng bắn thượng tầng phía sau, giữa ống khói và tháp pháo chính phía sau.
Chúng khác biệt ở hai điểm: Thứ nhất, dàn pháo chính bao gồm tháp pháo 380 mm (15 in)/45 Modèle 1935 ba nòng cho kiểu số 1, tháp pháo ba nòng 406 mm (16,0 in) cho kiểu số 2, và tháp pháo 380 mm/45 bốn nòng cho kiểu số 3. Thứ hai, dàn hỏa lực phòng không, với những tháp pháo kín nòng đôi 100 mm, gồm tám tháp pháo trên các kiểu số 1 và 2, và lên đến 12 tháp pháo trên kiểu số 3, gần giống như chiếc Jean Bart được hoàn tất sau chiến tranh.
Với cùng một tốc độ (31,5 knot) và sự bảo vệ như của lớp Richelieu, chiều dài của lườn tàu, công suất của hệ thống động lực và trọng lượng choán nước thay đổi từ 252 m, 170.000 mã lực và 40.000 tấn đối với kiểu số 1; 256 m, 190.000 mã lực và 42.500 tấn đối với kiểu số 2; cho đến 265 m, 220.000 mã lực và 45.000 tấn đối với kiểu số 3.

Sơ đồ các phiên bản thiết kế khác nhau của lớp Alsace. Lớp Richelieu được đặt trên cùng nhằm mục đích tham khảo và so sánh.

Như đã thấy bên trên, kiểu số 1 tương tự như lớp thiết giáp hạm Vittorio Veneto của Ý; tương đương đối với dàn pháo chính về cỡ nòng pháo và cách bố trí; cùng dàn pháo hạng hai đối hạm ít hơn một tháp pháo ba nòng, nhưng được bố trí trên trục dọc nên có hỏa lực bắn qua mạn mạnh hơn 50%. Dàn pháo phòng không với cỡ nòng lớn hơn đôi chút (100 mm thay vì 90 mm) và có cùng số nòng pháo. Cũng có thể mô tả nó như là trung gian giữa HMS Vanguard  với thêm một khẩu 381 mm (15 inch), và lớp thiết giáp hạm Lion với dàn pháo chính toàn cỡ nòng 380 mm.
Kiểu số 2 sẽ tương tự như với lớp Lion hoặc các lớp North Carolina và South Dakota của Mỹ về khía cạnh cỡ nòng và sự sắp xếp của dàn pháo chính. Tốc độ tối đa sẽ nhỉnh hơn một chút, 30 knot thay vì 28 knot đối với các thiết giáp hạm Mỹ, nhờ vào lườn tàu dài hơn, công suất động cơ và tải trọng lớn hơn. Việc lựa chọn hai cỡ nòng pháo khác nhau cho dàn pháo hạng hai là đặc điểm của hải quân các nước lục địa châu Âu vào lúc bắt đầu Chiến tranh Thế giới thứ hai, khi mà việc thiếu sót một dàn pháo phòng không hạng nhẹ bắn nhanh chắc chắn đã tạo lợi thế cho Hải quân Hoàng gia Anh và Hải quân Hoa Kỳ, như kinh nghiệm chiến tranh sau đó cho thấy.
Kiểu số 3 với ba tháp pháo 380 mm bốn nòng sẽ mang đặc tính biểu trưng của Pháp. Sau Chiến tranh Thế giới thứ nhất, Hải quân Pháp đã nhận ra cách sắp xếp này khi áp dụng cho lớp Lyon, nhưng với một tháp pháo phía trước và hai tháp pháo phía sau. Dàn pháo hạng hai gần giống như được trang bị trên chiếc Jean Bart vốn hoàn tất sau chiến tranh, bao gồm 9 khẩu 152 mm và 24 khẩu 100 mm, ngoại trừ việc còn có 14 khẩu 57 mm phòng không nòng đôi và 20 khẩu phòng 20 mm không nòng đơn. Sự lựa chọn nhiều khẩu pháo hơn với cỡ nòng nhỏ hơn cũng là một đặc trưng của Pháp, như trường hợp lớp Lyon, được dự định có mười sáu khẩu hải pháo 340 mm/45 Modèle 1912 trên bốn tháp pháo bốn nòng, trong khi các nước khác đã đưa vào sử dụng hoặc đang chế tạo những con tàu với mười hai khẩu 356 mm hay tám khẩu 380 mm.
Bộ Hải quân Pháp đã chọn kiểu số 1, kiểu gần nhất với thiết kế của Richelieu, và loại bỏ kiểu số 2 do những sự trì hoãn trong việc hoàn thiện kiểu pháo 406 mm, một loại vũ khí mới đối với Pháp, cũng như xem kích cỡ của kiểu số 3 là quá quan trọng, xấp xỉ với lớp thiết giáp hạm Iowa (270 m, 212.000 mã lực và 45.000 tấn). Chiếc đầu tiên được dự định đặt lườn vào năm 1941 tại xưởng đóng tàu Penhoët, nơi từng đóng chiếc tàu biển chở hành khách vượt đại dương Normandie, và sau đó là thiết giáp hạm Strasbourg, vào lúc đó đang đóng chiếc tàu sân bay Joffre; chiếc thứ hai sẽ được đặt lườn vào năm 1942 tại một ụ tàu mới dự định xây dựng tại Xưởng hải quân Brest. Không có công việc nào được bắt đầu, thậm chí chưa có dự trữ nguyên vật liệu cần thiết.
Liệu có khôn ngoan khi tiếp tục chế tạo thiết giáp hạm vào đầu những năm 1940? Trước khi các con tàu được đặt lườn, kinh nghiệm chiến tranh đã cho thấy sự mong manh của thiết giáp hạm trong các cuộc không kích: vụ tấn công Mers-el-Kebir, trận Taranto, tấn công Trân Châu Cảng; thậm chí đối với những thiết giáp hạm hiện đại ngoài biển khơi như trường hợp Vittorio Veneto trong trận Matapan, Bismarck và Prince of Wales. Sự ưu tiên đã được dành cho việc đóng tàu sân bay, và mọi thiết giáp hạm đang chế tạo đều bị ngưng lại. Tuy nhiên, khả năng của Bộ Hải quân Pháp có hiểu được điều này vẫn còn là một câu hỏi, nhất là khi sau chiến tranh họ quyết định vẫn hoàn tất Jean Bart như một thiết giáp hạm cổ điển. Mọi vấn nạn khác đặt ra lên quan đến đặc tính của lớp Alsace, như là thiết bị máy bay lạc hậu, hỏa lực phòng không bắn nhanh tầm gần yếu kém... tỏ ra kém quan trọng